# Himantocladium formosicum
Himantocladium formosicum är en bladmossart som beskrevs av Brotherus och A. Yasuda 1926. Himantocladium formosicum ingår i släktet Himantocladium och familjen Neckeraceae. Inga underarter finns listade i Catalogue of Life.